# ヘトマン

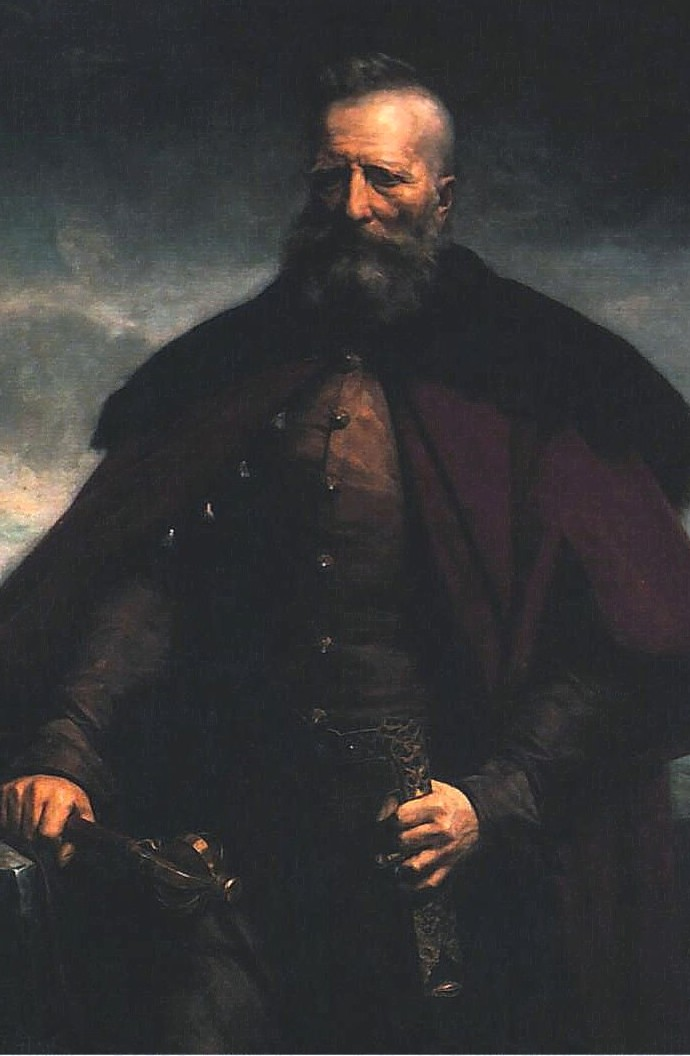
ポーランド・リトアニア共和国のヘトマンであるヤン・カロル・ホトキェヴィチ

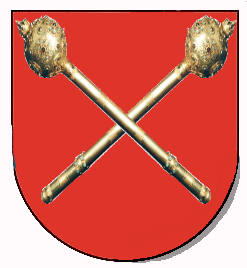
ヘトマンの紋章

ヘトマン（ポーランド語：hetmanヘートマン；ウクライナ語：гетьманヘーチマン；チェコ語：hejtmanヘイトマン；リトアニア語：etmonasエトモーナス；ルーマニア語：hatmanハトマン；ドイツ語：Hauptmannハオプトマン）は、15世紀から18世紀にかけて、ポーランド王国、ウクライナ、リトアニア大公国と、3者の連合体であるポーランド・リトアニア共和国において、国王に次ぐ地位にあった軍司令官職の呼称。17世紀後半、ウクライナが独立した際にもその国家の元首の称号として継承された。

## 語源
ヘトマンなる語自体は、おそらく古高ドイツ語の「ハウプトマン」（Hauptmann）から派生したものと思われ、Hauptが「頭」、mannが「人」をそれぞれ意味している。ハウプトマンは中世においては一般的な軍事関係の称号に過ぎず、そのままでは「首領」を意味した。現代では陸空軍の大尉を意味する語である。ポーランドとプロイセン国家はそれ以前の数世紀にわたって接触を続けており、軍事語彙（Rittmeister/rotmistrz）や行政語彙（Rathaus/ratusz,Bürgermeister/burmistrz）などの分野では互いに影響し合っていた。ただし、この語はおそらくチェコ語を媒介として伝わったと思われる。

## ポーランド王国、および共和国
最初のポーランド王国ヘトマン職は1505年に創設された。ヘトマンの称号を帯びるものにはポーランド軍の指揮権が与えられ、1581年までにヘトマンの地位は重要な戦役ないし戦争時にのみ置かれる非常職となった。しかしその後、ヘトマンはポーランド王国およびポーランド・リトアニア共和国の称号体系に組み込まれ、常設の職にその性格を変えた。ポーランドとリトアニアの両国で大ヘトマンと野戦ヘトマンが置かれているため、いつでも3人から4人のヘトマンが存在していた。王冠領大ヘトマンはポーランド王国の首相たる大法官を兼任することが通例で、事実上はポーランド・リトアニア共和国全体の首相であった。
1585年以後、原則的にヘトマン職は反逆行為を行わない限り剥奪出来ない終身の職掌となり、国王に次ぐ統帥権を握る者として、極端な場合にはヤン・カロル・ホトキェヴィチのように、死の床にありながら文書によって軍を指揮する事態に陥ることもあった。1585年以前では、たとえばヤン・ザモイスキは前任者のミコワイ・ミェレツキが存命中にミェレツキから王冠領大ヘトマン職を引き継いでいる。
このように、国王が廃立権を持たないという状況は、ヘトマンたちが国王から分立する傾向を生み、実際にヘトマンたちはしばしば独自に政策などを推し進めた。このシステムはヘンリク・ヴァレジ王やジグムント3世ヴァーサ王のときのヤン・ザモイスキのように、国王が無能でヘトマンが非常に有能、かつヘトマンが大法官を兼任し議会の代表者であること（議院内閣制）を自覚していた場合には有効な体制を築いたが、1648年のミコワイ・ポトツキのようにその関係が逆転していて、またヘトマン職（行政権の一部である、軍事）に対して「年度予算」の決定権という非常に強力な手段（立法権）をもって牽制していた国会（セイム）の機能が低下していた場合には悲劇的な結果を招くことになった（大洪水時代）。共和国ではヘトマン（行政権）とセイム（立法権）は互いに暴走を抑制し合う非常に先進的な権力分立の関係にあったが、むしろそれゆえにどちらかの相対的な力が弱まったとき、とくに政策を巡って議会内部の分裂が進んで議会が弱体化しヘトマンの相対的な政治力が強まった場合は、ヘトマン兼大法官職の人物が政治的に暴走し国家の利益を損なうことがあった。
いっぽうで、君主がいつでも軍司令官の首をすげ替えることが出来た近隣諸国と比較した場合、立憲君主主義を基にし、宮廷に対抗して議会側を代表することを常に期待されていた共和国のヘトマン職は異色の存在といえただろう。先のミコワイ・ポトツキ以後もそういった期待を裏切るヘトマンが現れたことへの反省から、ヘトマンを輩出するマグナートたちの一部勢力から執拗な抵抗を受けたものの、ヘトマン職は1776年の行政改革によってようやくその権力を大幅に制限することに成功した。
これにより、その行政権の多くは「王の評議会」の議長たる大法官、すなわち内閣総理大臣の職に移譲され、また大法官および王の評議会は議会がより強く牽制できる議院内閣制の整備が進んだ。1791年の5月3日憲法ではこのことが明確に規定され、このことと、リベルム・ヴェト（自由拒否権）にかわって多数決の原則が導入されたことにより、それ以前は政党活動が認められていなかった議会も政党政治が認められるようになった。
しかし、その権限が近代的に整備されたヘトマン職は1795年の第3次ポーランド分割と同時に廃止された。5月3日憲法をはじめとしたポーランドの民主主義改革を危険な「民主革命」であると敵視した周辺国（プロイセン、ロシア、オーストリア）の徹底した「反革命」介入により、ポーランド王国およびポーランド・リトアニア共和国が機能を停止したからである。ヨーロッパで初めての成文民主憲法および世界初の立憲政治・議会制民主主義という先進的な試みは、人類の歴史において最も早い試みでありながら、当時の情勢に鑑みるとポーランドにとってはあまりに遅すぎたのだ、という皮肉な結果となった（詳しくは5月3日憲法の記事を参照）。

## ウクライナ

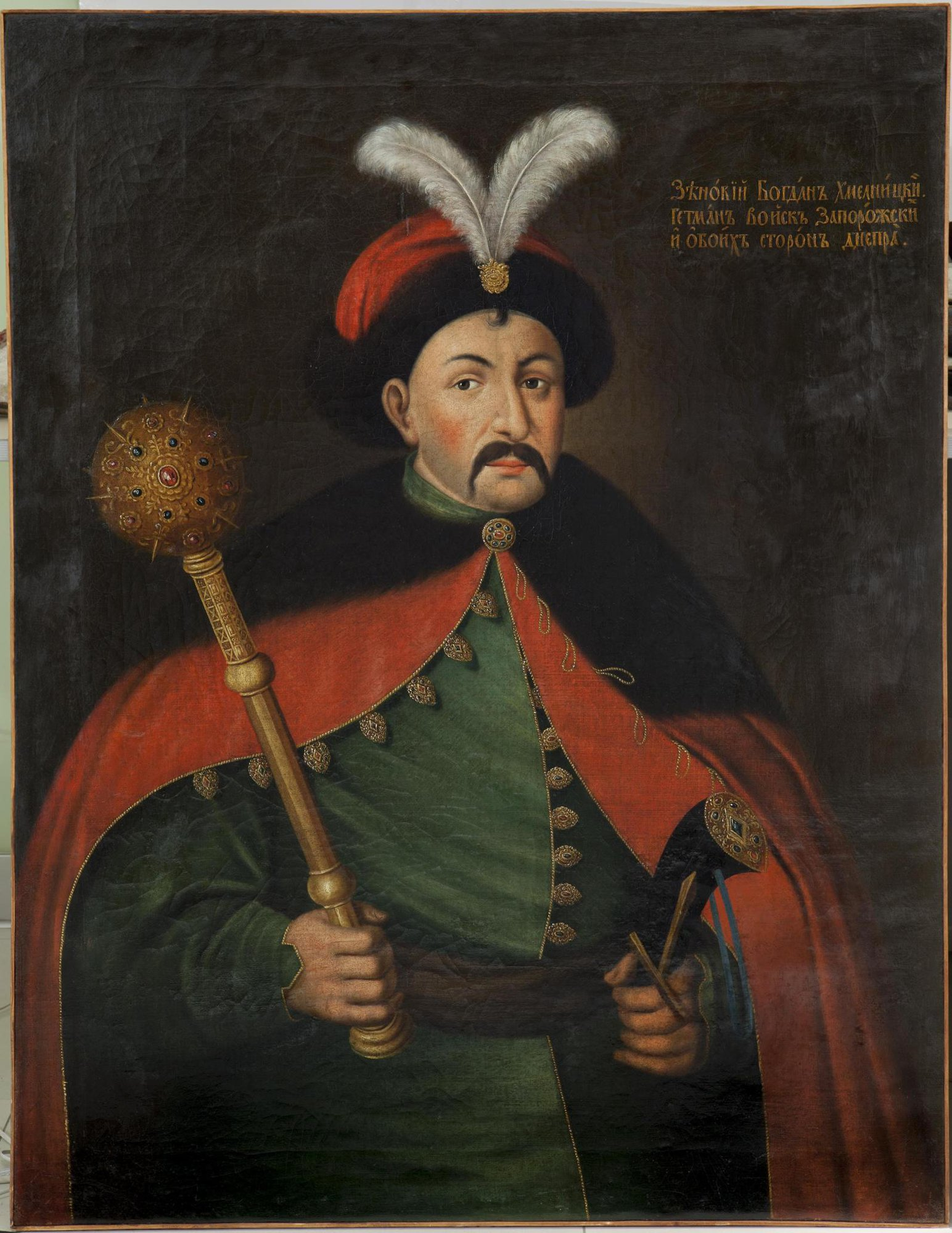
ウクライナのヘーチマンであるボフダン・フメリニツキー

16世紀末頃、ザポロージャ・シーチのコサック達の首領は「キーシュのオタマーン」ないし「ヘーチマン」の称号で呼ばれていた（最初のザポロージャ・ヘーチマンであるクルィーシュトフ・コスィーンシクィイなど）。1572年には、ヘーチマンはポーランド・リトアニア共和国の登録コサック軍（ウクライナ語：Реєстрове козацьке військо）の司令官となった。
1648年にフメリニツキーの反乱が起きて以後、この地のヘーチマンは全ウクライナの首長、つまりヘーチマン国家の統治者を意味することになった。選挙によって選出されていたにもかかわらず、ウクライナのヘーチマンはコサック国家の長として強大な権力を振るっており、最高軍司令官であると同時に、行政権と立法権が分立していた共和国とは異なり、最高立法権者でもあった（ただし、国家の組織化の度合には議論の余地がある）。
1667年、共和国とロシアの間でアンドルソヴォ条約が締結され、ウクライナがドニエプル川に沿って分割されると、ウクライナのコサック達は右岸コサック（共和国主権下）と左岸コサック（ロシア主権下）とに分かれることになった。ロシア帝国領の左岸では、コサック・ヘーチマン職は1764年、エカチェリーナ2世によって廃止された。最後の「ザポロージャ軍のヘーチマン」（ウクライナのヘーチマンの正式称号）は1751年から1764年にかけてその地位にあったクィルィーロ・ロズモーウシクィイ（1728年 - 1803年）であった。
ヘーチマンの称号はウクライナが革命期を迎えた1917年から1920年の間復活することになった。1918年初頭、保守的な親独派勢力が社会民主主義系のウクライナ中央ラーダの指導するウクライナ人民共和国政府を転覆し、「全ウクライナのヘーチマン」を称するパウロー・スコロパードシクィイ将軍を国家元首とした君主制国家を樹立したのである（ヘーチマンの政変）。もっとも、このウクライナ国は同年末にはウクライナ人民共和国の新しい指導部ディレクトーリヤによって滅ぼされることになった。